# 三重奏

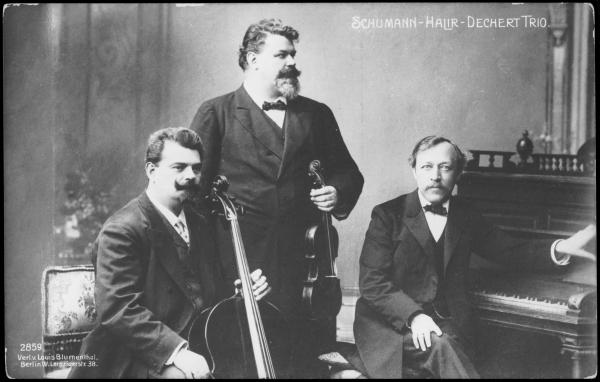
舒曼-哈利尔-德歇特钢琴三重奏(小提琴、大提琴及钢琴)

在音乐中，三重奏（義大利語：trio）是指使用三种不同的乐器演奏的乐曲，三人合唱的歌曲則稱為三重唱。
这个词可以指作品的形式，或者三个人的音乐组合。

## 形式
一般而言，三重奏是由使用三种不同乐器或人声的音乐家组成的演奏团体。三重奏也可以指为这样的团体写作的曲目。最常见的三重奏形式是钢琴三重奏（钢琴、小提琴及大提琴）以及弦乐三重奏（小提琴，中提琴及大提琴）。在声乐演唱中，更经常使用三重唱（Terzet）来表达。
自17世纪以来，三重奏一词就被用于描述中间段与前后两段形成鲜明对比的舞曲，例如小步舞曲和布雷舞曲。中间段被称为三重奏是因为17世纪以来，中间段的写作都使用三种乐器，例如两支双簧管以及一支巴松管。随后的作品即便使用了更多的乐器，也仍然被称作三重奏。
在18世纪，三重奏一词用来描述任何拥有三个独立声部的器乐作品，不论每个声部究竟有多少件乐器。约翰·塞巴斯蒂安·巴赫的一些三重奏作品只有键盘乐器的参与，例如风琴三重奏作品BMV 525-530和三声部创意曲BMV 787-801。
三重奏也用来命名在17世纪及18世纪初流行的三重奏奏鸣曲。三重奏奏鸣曲由两个独奏旋律乐器以及通奏低音组成，因此得名三重奏奏鸣曲。由于通奏低音往往由至少两种乐器构成（典型的构成是一个大提琴或维奥尔琴和一个键盘乐器如大键琴），三重奏奏鸣曲实际上往往由至少四名音乐家来演奏。
三重奏的常见形式包括：
- 单簧管-大提琴-钢琴三重奏（单簧管、大提琴、钢琴）
- 单簧管-中提琴-钢琴三重奏（单簧管、中提琴、钢琴）
- 单簧管-小提琴-钢琴三重奏（单簧管、小提琴、钢琴）
- 长笛-中提琴-竖琴三重奏（长笛、中提琴、竖琴）
- 口琴三重奏（半音阶口琴、低音口琴、和弦口琴）
- 圆号三重奏（法国号或自然号、小提琴、钢琴）
- 爵士三重奏（钢琴、电贝司、爵士鼓）
- 风琴三重奏（击杆风琴、架子鼓、爵士吉他或萨克斯）
- 钢琴三重奏（小提琴、大提琴、钢琴）
- 电力三重奏（电吉他、电贝司、架子鼓）
- 弦乐三重奏（小提琴、中提琴、大提琴）
- 三重奏奏鸣曲（两个乐器及通奏低音）

## 流行文化與應用

### 流行乐团
多数摇滚乐乐团中，有4-5名乐团成员，然而也有许多由3人组成的乐团。著名的三重奏乐团包括匆促乐团、警察乐队、摩托头和涅槃乐队。也有一些乐团用键盘代替吉他，如爱默生、雷克与帕玛。独奏音乐家吉米·亨德里克斯也经常参与三重奏演出。比吉斯是在迪斯科年代非常著名的刘英三重奏团体。
三重奏也可以由乐器与人声的和声构成。Crosby, Stills, & Nash（简称CSN）是一支著名的三重奏乐队。有一些三重唱乐队在表演时使用提前录制好的乐器伴奏，并完全由演唱构成三重奏（故称三重唱），例如天命真女和TLC。在嘻哈音乐中，三重奏音乐有时由三名声部交替的演唱者演绎，例如野兽男孩、The Lonely Island和Foreign Beggars。也有时三重奏由两名人声歌手及一个通过取样机或唱盘主义提供乐器伴奏的DJ组成，例如乐队Salt-N-Pepa由两个人声演唱者以及DJ Spinderella组成。

## 錄音推薦
鋼琴三重奏
- Argerich, Martha. Kremer, Gidon. Maisky, Misha. . Deutsche Grammophon. 459 326.